# Caso Petroecuador
El caso Petroecuador es el nombre mediático que se le da a varios procesos judiciales penales en Ecuador, llevados a cabo por la Fiscalía General del Estado (ministerio público ecuatoriano) contra exdirectivos de la Empresa Pública de Hidrocarburos del Ecuador EP Petroecuador, y demás personas involucradas en negocios con dicha empresa, por varios presuntos delitos de corrupción, tales como lavado de activos, cohecho y enriquecimiento ilícito. Las principales investigaciones recaen sobre Álex Bravo Panchano y Carlos Pareja Yannuzzelli.
Las investigaciones sobre este caso surgieron como producto de la filtración informativa de documentos confidenciales conocida como Panama Papers a mediados de 2016, en la cual se descubrió, entre otras cosas, un contrato suscrito por compañías offshore que involucran a Álex Bravo Panchano con una empresa que ha recibido varios contratos de la empresa estatal petrolera por un total de 30,3 millones de dólares. En lo posterior, y a raíz del proceso de fiscalización que se originó, se descubrió la transferencia de dinero a la cuenta de la empresa offshore Capaya de Carlos Pareja Yannuzzelli, así como otras.

## Antecedentes

### Cambios gerenciales de Petroecuador
La Empresa Pública de Hidrocarburos del Ecuador EP Petroecuador estuvo dirigida durante varios años por la Armada del Ecuador (Marina); sin embargo, a partir del año 2011, la gerencia de la empresa estatal recayó sobre personas civiles. En enero de 2011, el ingeniero Marco Gustavo Calvopiña Vega asumió la gerencia de Petroecuador, cargo que ocupó durante cuatro años, hasta el 2015. El 20 de julio de 2015 asume el cargo el ingeniero Carlos Pareja Yannuzzelli, luego de haber él estado en varios cargos en el gobierno, incluyendo el puesto de viceministro de Recursos Naturales No Renovables. Pareja Yannuzzelli estuvo en el cargo por solo cuatro meses, hasta noviembre de ese mismo año.
El 18 de noviembre de 2015 asumió la gerencia de Petroecuador el ingeniero Álex Fabricio Bravo Panchano, en reemplazo de Pareja Yannuzzelli —quien a su vez fue nombrado como Ministro de Hidrocarburos—, y se mantuvo en aquel cargo hasta que fue destituido el 10 de mayo de 2016, según informó el presidente de la República Rafael Correa. El motivo de la destitución fueron las acusaciones que se ventilaban en su contra relacionándolo con empresas offshore.

### Papeles de Panamá
A inicios del 2016 se produce una filtración informativa de documentos confidenciales de la firma de abogados panameña Mossack Fonseca, a través de una entrega de 2,6 terabytes de información por parte de una fuente no identificada al periódico alemán Süddeutsche Zeitung, que posteriormente compartió con el Consorcio Internacional de Periodistas de Investigación (ICIJ, por sus iniciales en inglés), revelando el ocultamiento de propiedades de empresas, activos, ganancias y evasión tributaria de jefes de Estado y de gobierno, líderes de la política mundial, personas políticamente expuestas y personalidades de las finanzas, negocios, deportes y arte. A esta filtración se la conoce como Panama Papers (en español: «papeles de Panamá»). Los primeros resultados de la investigación periodística fueron presentados simultáneamente el 3 de abril de 2016 por 109 medios de comunicación (periódicos, canales de televisión y plataformas digitales noticiosas) en 76 países. El 9 de mayo de 2016 el ICIJ publicó la base de datos completa, que funciona bajo licencia Open Database License (ODbL, v1.0) y sus contenidos fueron liberados bajo licencia Creative Commons Atribución-CompartirIgual 3.0 Unported (CC BY-SA 3.0).
En los papeles de Panamá se descubrieron varios nexos de políticos y empresarios ecuatorianos con paraísos fiscales. Uno de los casos fue el de un contrato suscrito entre las empresas offshore Girbra S.A. y Arkdale Investments Limited. La empresa Girbra S.A. fue constituida por Álex Bravo Panchano —quien en ese momento ejercía el cargo de gerente general de Petroecuador—, su esposa y un socio; mientras que Arkdale tenía como beneficiario a Juan Baquerizo Escobar.

## Investigación

### Contrato entre Girbra S.A. y Arkadale Investment Limited
Las investigaciones realizadas a partir de la información filtrada a raíz de los papeles de Panamá apuntaron a que Álex Bravo Panchano constituyó el 3 de octubre de 2011 la compañía offshore Girbra S.A; y el 10 de febrero de 2014 esta empresa suscribió un contrato de agenciamiento con la también compañía offshore Arkdale Investment Limited, a través del cual se establece que Arkdale debe cancelar a Girbra S.A. un pago inicial de 600.000 dólares y una comisión del 10% por la cantidad de la factura de cada contrato por la venta de servicios dentro del territorio.
Arkadale Investment Limited es de propiedad de la Fundación Liscard y esta, a su vez, de propiedad de los hermanos Juan Andrés y Jaime Alberto Baquerizo Escobar, que son accionistas de la compañía Oil Services & Solutions S.A. (OSS). La OSS ha recibido 15 contratos de la estatal petrolera por un total de 30,3 millones de dólares.
El contrato suscrito entre las dos offshore establece que Arkdale se comprometía a brindar servicios petroleros, mientras que la empresa panameña Girbra fungiría como su representante en Sudamérica. La comisión fijada por esta representación tuvo un pago inicial de 600.000 dólares y el 10% de las facturas conseguidas por Girbra. Al pie del acuerdo consta la firma de Álex Bravo, como representante de Girbra.

## #CapayaLeaks

### Primeras declaraciones de Carlos Pareja Yannuzzelli
El viernes 3 de febrero de 2017, Carlos Pareja Yannuzzelli difundió una serie de vídeos a través de la cuenta @capayaleaksecu de la red social Twitter en la cual daba declaraciones sobre el caso Petroecuador. En los vídeos se mostraba a Pareja Yannuzzelli siendo sometido a preguntas utilizando un polígrafo, además de también mostrar partes de una entrevista concedida por él a dos periodistas de Diario Expreso.
En las declaraciones dada por Pareja Yannuzzelli en los #CapayaLeaks, manifestaba que dentro de Petroecuador, toda decisión con relación a los hechos investigados en el caso contaba con la aprobación del vicepresidente de la República Jorge Glas Espinel. Según Pareja, Glas manejaba Petroecuador desde sus contratos y acciones.
Además, en los #CapayaLeaks Pareja Yannuzzelli también manifestó que el ingeniero Pedro Merizalde Pavón, quien fue puesto en el cargo de gerente de Petroecuador tras el inicio de las investigaciones del caso de corrupción en esa identidad y que también acusaba a sus predecesores por los delitos expuestos, había adquirido una empresa offshore denominada Horgan Investments Inc. por intermedio del abogado Frank Chatburn, el mismo que había creado Johanna Investment Corporation a favor de Álex Bravo; por lo tanto, Pareja cuestiona el hecho de que Merizalde no haya sido investigado, y aduce que éste es uno de los «protegidos por Jorge Glas».
Pareja también expuso que dentro de Petroecuador y del Ministerio de Hisdrocarburos existe un grupo de personas que han estado siempre vinculadas al manejo de ambas instituciones, y que este grupo está liderado por Jorge Glas. Dentro del grupo de personas a las que hace referencia Pareja constan Pedro Merizalde, Rafael Poveda, Mauricio Jaramillo, Marco Calvopiña, entre otros. Además habló sobre la mala inversión y administración en la Refinería del Pacífico.

### Reacción por parte del gobierno de Rafael Correa ante los #CapayaLeaks
El presidente Rafael Correa calificó de «psicópata y delincuente» a Carlos Pareja Yannuzzelli por sus declaraciones en contra del gobierno y particularmente contra Jorge Glas Espinel. Correa consideró que las declaraciones hechas en los #CapayaLeaks eran parte de un boicot a la campaña electoral del partido oficialista Alianza PAIS encara a las elecciones presidenciales del 2017, en la cual participan Lenín Moreno como candidato a presidente, en binomio con Jorge Glas como candidato a la vicepresidencia. Correa calificó de farsa al vídeo en donde Pareja Yannuzzelli se mostraba conectado a un polígrafo; y, mostró todo su respaldo a Glas. También rechazó las afirmaciones sobre el mal manejo en la Refinería del Pacífico.
Correa argumentó que Pareja Yannuzzelli había hecho las declaraciones en los #CapayaLeaks debido a que, en su huida a Miami, éste empezó a trabajar para los hermanos Roberto y William Isaías Dassum —a quienes, de forma recurrente, culpa de sabotajes hacia el gobierno— con el propósito de desestabilizar su administración y desacreditar a Glas Espinel.

### Sobre salida de Pareja Yannuzzelli del país, Fiscalía y Contraloría
En días seguidos a los primeros vídeos de los #CapayaLeaks, Pareja Yannuzzelli continuó publicando vídeos en donde declaraba que, entre otras cosas, cómo pudo salir del país antes de que se inicien las investigaciones en su contra. Según Pareja Yannuzzelli, el día 26 de septiembre de 2016 él recibió una llamada por parte del fiscal general Galo Chiriboga en la cual lo alertaba de las investigaciones que lo vinculaban a los casos de corrupción de Petroecuador; en aquella misma tarde, Pareja se reunió con Jorge Glas —quien ya estaba al tanto de la información, según Pareja—, tras lo cual el vicepresidente ecuatoriano le sugirió ausentarse del país por unos días hasta que se solucione el problema internamente. Pareja viajó para Guayaquil al día siguiente, y en la misma noche salió fuera del país con destino a España; cinco días antes de que la Fiscalía General del Estado pidiera que fuese vinculado a los procesos penales del caso Petroecuador.
Además del vídeo sobre el supuesto aviso del fiscal general, Pareja Yannuzzelli hizo otra vídeo en donde exigía a Galo Chiriboga que se someta al polígrafo para que responda una sola pregunta: ¿Cogió usted un maletín con billetes en el Swissôtel de la ciudad de Quito? ¿Sí o no?

## Tipos penales
La investigación preprocesal penal tiene como objeto verificar que existen los suficientes elementos de convicción de la perpetración del delito de lavado de activos. El lavado de activos se encuentra tipificado en el artículo 317 del Código Orgánico Integral Penal; este tipo penal está descrito en seis diferentes modalidades; y, así mismo —dependiendo de la cantidad del monto de los activos, de si existe o no la asociación para delinquir, o si utiliza o no entidades financieras y/o estatales— varía la imposición de la pena privativa de libertad, id est, de uno a tres años, de cinco a siete años , o de diez a trece años.

## Sentencias

### Sobre lo de cohecho
El Segundo Tribunal de Garantías Penales de Pichincha conformado por los jueces Daniel Tufiño Garzón (presidente del tribunal), Luis Manosalvas Sandoval y Olga Ruiz Russo, emitieron sentencia sobre el proceso 17282-2016-04457 que se sigue por el delito de cohecho. En la audiencia de juicio reanudada el 15 de febrero de 2017, los jueces emitieron pronunciamiento oral en la cual se declaró culpable a diez procesados en calidad de autores, y a seis procesados en calidad de cómplices; mientras tanto, a dos procesados se les fue ratificado su estado de inocencia. Además de las penas privativas de libertad a las que fueron condenados los procesados, los jueces ordenaron la indemnización 25 millones de dólares, la cual debería ser pagada en un 75% por los procesados declarados como autores, mientras los seis cómplices deberán cubrir el 25% restante.
A los procesados Carlos Eugenio Pareja Yannuzzelli, Alex Fabricio Bravo Panchano, Arturo Escobar Domínguez, Paquita Isabel de Mora Guerra, Juan Andrés Baquerizo Escobar, Jaime Alberto Baquerizo Escobar, Ramiro Andrés Luque Flores, Glenda Marianela Meza Bracho, Arturo Emilio Pinzón Domador y Humberto Edmundo Guarderas Córdova se los declaró culpables del delito de cohecho en calidad de autores y se les fue asignada una pena privativa de libertad de 5 años.

## Nuevo caso Petroecuador
En 2023, la Fiscalía General del Estado planteó instrucción fiscal con base en una Asistencia Penal Internacional proveniente de Estados Unidos, acusando a 17 personas, incluyendo al Gerente de Comercio Internacional de Petroecuador, Nielsen Arias, su cónyuge y subalternos, de haber recibido pagos corruptos para proporcionar información que permitió asegurar contratos a las empresas intermediadoras de crudo, derivados e insumos a favor de las empresas Gunvor y Trafigura. Petroecuador y la Procuraduría General del Estado han sido admitidos como víctima en el juicio, que investiga pagos corruptos por $ 22 millones.
El 29 de mayo de 2023, Lenin Armijos se declaró culpable y se sometió a procedimiento penal abreviado, obteniendo una condena de seis meses de cárcel y una reparación a favor del Estado por $250.000.

## Caso Refinería del Pacífico
El 20 de septiembre de 2012, Pedro Merizalde, a la fecha gerente de Refinería del Pacífico EP, recibió una transferencia bancaria por $ 149.985 en una cuenta bancaria ubicada en Ocean Bank. Luego, en mayo de 2017, Merizalde transfirió esa cantidad a una cuenta bancaria ubicada en el Banco del Pacífico, de donde retiró en efectivo esa cantidad. El giro provino de la empresa Operadora BLC SA., parte del Grupo Azul. Sonia Calero, ejecutiva de Grupo Azul y sentenciada en el caso Sobornos 2012-2016, firmó una cooperación eficaz con la Fiscalía General del Estado, de donde ha informado que Phillips Cooper, también sentenciado en el caso Sobornos 2012-2016, ordenó directamente realizar transferencias a favor de Merizalde, quien luego llegaría a ser Ministro de Recursos Naturales no Renovables.
Operadora BLC SA está involucrada en los anteriores casos Petroecuador como origen de las transferencias recibidas por funcionarios del sector petrolero. 
Merizalde habría recibido, de acuerdo con la Fiscalía, otros $812.182 en 14 transacciones bancarias ocurridas entre abril de 2013 y marzo de 2015. Estas transferencias provinieron de otras empresas también relacionadas con otras tramas de corrupción relacionadas con empresas públicas de sectores estratégicos de Ecuador: 
- Columbia Management Inc. habría enviado 4 transferencias en 2013 a la compañía extranjera bajo control de Merizalde. Esta firma recibió transferencias desde Odebrecht para canalizarlos hacia sobornos o coimas en otros casos.
- Klienfield Services Ltd habría enviado 1 transferencia en 2013 a la misma compañía de Merizalde. Esta empresa pagó $ 1 millón a Alecksey Mosquera por el proyecto Toachi-Pilatón.
- Sentinel Mandate and Scrom Ltd. habría enviado 9 transferencias entre 2014 y 2015 a la compañía extranjera bajo control de Merizalde. Estas transferencias se habrían dirigido posteriormente a una compañía Gibra, de propiedad de Álex Bravo, ex gerente de Petroecuador.

La Fiscalía sólo enjuicia por los casi $150.000 recibidos de Operadora BLC SA, pues los otros montos no fueron usados ni aplicados en Ecuador. Se presume que Merizalde pudo haber invertido esos fondos en un grupo denominado "Miami Boys". En EEUU, el caso "Miami Boys" se relaciona con un esquema de fraude bancario, conspiración y lavado de activos.